# 신재은 (모델)
신재은(1991년 7월 22일~)은 대한민국에서 활동하는 모델이다. CF, 화보, 뮤직비디오 등 다방면에서 활약 중이다.
2019년 3월 10일 오전 1시부터 4시 30분까지 방송한 롯데홈쇼핑 생방송 '올나잇 란제리쇼'에 출연하였다.
2019년 6월 27일 서든어택 캐릭터 출시 및 모델로서의 홍보 영상 등이 공개되었다.
2020년 7월 별이 되어라!의 광고 모델이 되었다.

## 경력
- 《별이되어라》 게임 티비 광고(2020)[4]
- 《비고라이브》 모델(2020)[5]
- 《서든어택》 모델(2019)[3]
- 《Muzie - My Lady》 뮤비(2018)
- 《Muzie - Nothing》 뮤비(2018)
- 《맥심》 표지모델(2018)[6]